# À qui ai-je l'honneur… ?
À qui ai-je l'honneur… ? est le dix-septième roman policier de Jean Amila paru dans la collection Série noire avec le numéro 1683 en 1974.

## Résumé
Après avoir passé cinq ans en prison pour meurtre et blessures de voyous, Georges Guillot, dit Géo, travaille depuis sept ans dans un garage de Bercy. Il a épousé  Yvette, la fille de son patron.
Francis vient le voir pour lui demander des renseignements sur un ancien hold-up perpétré par Daubrac, un de ses anciens compagnons de cellule. Se sentant menacé, il dérouille Francis et le laisse pour mort. Il avoue alors son passé à sa femme et à son patron qui lui demandent de partir. Il revient peu de temps après et retrouve son patron battu par un homme portant la rosette de la Légion d’honneur. Yvette a été enlevée par Francis et est séquestrée au bord de la mer, en Normandie.
Géo demande de l’aide à un ami qui le dirige vers l’inspecteur Lentraille…

## Éditions
Le roman est publié dans la Série noire avec le numéro 1683 en 1974. Il est réédité avec le numéro 459 dans la collection Carré noir en 1982.

## Autour du livre
Après ce roman et à la suite de son agression en 1975, Jean Amila ne publiera plus rien pendant sept ans.

## Sources
- Polar revue trimestrielle no 16, octobre 1995
- Claude Mesplède, Les Années Série noire vol.4 (1972-1982), page 111-112, Encrage « Travaux » no 25, 1995
- Amila bouscule encore